# Jubus
Jubus è un neologismo che designa l'individuo di religione ebraica che pratica forme di meditazione del Buddhismo Theravada, cioè come riferimento solo ed esclusivamente il canone Pali e forme di meditazione Zen, un'espressione metarazionale del Buddhismo Mahayana.  Il termine è comparso con la pubblicazione del "The Jew in the Lotus" di  Rodger Kamenetz.
Nonostante sia maggiore il numero di individui che si avvicina al buddhismo provenendo da altre religioni, non esiste un neologismo che li designi. Il motivo principale è che negli Stati Uniti gli ebrei sono una percentuale consistente fra i buddhisti che non sono di origine orientale.

## Lista di persone famose Jubus
- Orlando Bloom, attore
- Sylvia Boorstein, scrittrice
- Leonard Cohen, poeta, cantante
- Ram Dass, born Richard Alpert, scrittore
- Norman Fischer, scrittore
- Allen Ginsberg, poeta
- Joseph Goldstein, scrittore
- David Gottlieb, scrittore
- Jake Gyllenhaal, attore
- Goldie Hawn, attrice
- Sherril Jaffe, scrittore
- Rodger Kamenetz, poeta e scrittore
- Stephen Levine, scrittore
- Steven Seagal, attore (padre ebreo)
- Mordecai Twerski, Rabbino
- Adam Yauch, membro dei Beastie Boys

## Letteratura
- "Zen Judaism: For You a Little Enlightenment" di David M. Bader
- "The Jew in the Lotus" di Rodger Kamenetz
- Frank Drescher, Jewish Converts to Buddhism and the Phenomenon of "Jewish Buddhists" ("JuBus") in the United States, Germany and Israel, Munich 2017. ISBN 9783668514034